# Creed (film)
Creed är en amerikansk dramafilm från 2015 skriven och regisserad av Ryan Coogler, medskriven av Aaron Covington och producerad av Robert Chartoff, Irwin Winkler och Sylvester Stallone. Michael B. Jordan spelar som Adonis Johnson Creed, son till boxaren Apollo Creed, med Stallone som repriserar rollen som Rocky Balboa. Filmens övriga roller spelas av bland andra Tessa Thompson, Tony Bellew och Graham McTavish. Det är den sjunde delen av filmserien Rocky, som tjänar både som en spinoff från den ursprungliga serien och som en uppföljare till Rocky Balboa från 2006. Filmen återförenar Jordan och Coogler som arbetade tillsammans med Last Stop Fruitvale Station, samt Coogler och Wood Harris, som samarbetade på The Wire.
Inspelningen började den 19 januari 2015 i Liverpool, och ägde även senare rum i Philadelphia, Rockys hem. Creed hade biopremiär i USA den 25 november 2015, fyrtioårsdagen av den dag då öppningsscenen i den första Rocky-filmen ägde rum. Filmen fick positiva betyg från recensenter, som betraktade den som den bästa Rocky-filmen på flera år. Stallone vann National Board of Review Award för bästa manliga biroll och nominerades till en Golden Globe Award för bästa manliga biroll för sin roll.

## Rollista
- Michael B. Jordan — Adonis "Donnie" Johnson Creed[18]
  - Alex Henderson — Adonis Johnson som ung
- Sylvester Stallone — Rocky Balboa[18]
- Tessa Thompson[19] — Bianca[20]
- Phylicia Rashad — Mary Anne Creed[21]
- Tony Bellew — "Pretty" Ricky Conlan[12]
- Graham McTavish — Tommy Holiday[22]
- Wood Harris[23] — Tony "Little Duke" Evers[24]
- Andre Ward[12] — Danny "Stuntman" Wheeler[24]
- Gabriel Rosado[25] — Leo "The Lion" Sporino[24]
- Ritchie Coster — Pete Sporino
- Jacob "Stitch" Duran — Sig själv
- Ricardo "Padman" McGill — Sig själv
- Malik Bazille — Amir
- Derrick Webster — Kevin "The Bank" Grier
- Hans Marrero — Flores
- Mauricio Ovalle — Flores tränare
- Tone Trump — Sig själv
- Brian Anthony Wilson — James
- Liev Schreiber — HBO 24/7 annonsör
- Michael Buffer — Sig själv
- Tony Kornheiser  — Sig själv
- Michael Wilbon  — Sig själv
- Hannah Storm  — Sig själv
- Jim Lampley  — Sig själv
- Max Kellerman  — Sig själv